# Association Biostimulants in Agriculture
Die Association Biostimulants in Agriculture (Arbeitskreis Biostimulanzien in der Agrikultur; ABISTA) ist der Zusammenschluss von Firmen und Personen, die sich mit der Erforschung, der Herstellung und dem Vertrieb von Biostimulantien und deren Einsatz in der Landwirtschaft, der Hortikultur und der Forstwirtschaft befassen. Die ABISTA ist bestrebt, das verfügbare Wissen über Pflanzenernährung und dem damit zusammenhängenden Einsatz von Biostimulantien zu sammeln und den Fachbehörden sowie der Politik für die Harmonisierung der Verwendungsregeln in Europa bereitzustellen. Die Eintragung als e.V. ist vorgesehen sobald die ABISTA bei der EU-Bodeninitiative ein Biofector Nachfolgeprojekt beginnt.

## Organisation
Hervorgegangen ist die Vereinigung aus der Fachtagung Mikroorganismen als  Mittler zwischen Düngung und Pflanzenschutz (Micro‐organisms as agents between fertilization and plant protection) mit 62 Teilnehmern aus 12 Ländern, die sowohl die Industrie als auch die Wissenschaft repräsentierten. Die Tagung wurde organisiert durch die Deutsche Phytomedizinische Gesellschaft, das Julius Kühn-Institut sowie die Fakultät Landwirtschaft und Gartenbau der Humboldt-Universität Berlin und fand 2014 in Braunschweig statt.
Die Vereinigung versucht die Erkenntnisse, die sich im Zusammenhang mit den europäischen Forschungsrahmenprogrammen zur naturnahen und ressourcenschonenden pflanzlichen Nahrungsproduktion ergeben zu erfassen und sowohl den Nahrungsproduzenten als auch politischen Entscheidungsträgern verfügbar zu machen. Eine besondere Beziehung besteht zum europäischen Forschungsnetzwerk Biofector.